# Главобоља због злоупотребе лекова
Главобоља због злоупотребе лекова или главобоља због прекомерне употребе лекова (ГЗЗЛ) је хронична, свакодневна или скоро свакодневна главобоља изазвана и одржавана неодговарајућом и прекомерном употребом лекова који се користе за ублажавање главобоље код пацијената који пате од било које врсте примарне главобоље (углавном мигрене или тензионе главобоље).
ГЗЗЛ се може лечити обустављањем употребе прекомерно коришћеног лека (лекова) и применом специфичног приступа усмереног на развој блиског односа лекар-пацијент у периоду након детоксикације.

## Епидемиологија
Главобоља због злоупотребе лекова је озбиљно, онеспособљавајуће и добро окарактерисано стање које представља глобални проблем, и тренутно се сматра трећим најраспрострањенијим типом главобоље. 
Популационе студије су утврдиле да је стопа преваленције у општој популацији између 1 и 2%, али је њена релативна учесталост много већа у центрима за збрињавање другог и трећег нивоа.

## Етиопатогенеза
Основни механизми који доводе до развоја ГЗЗЛ су још увек непознати и њихово разјашњавање је отежано недостатком експерименталних истраживања или одговарајућих животињских модела. Пријављене су различите патофизиолошке абнормалности које изгледа играју важну улогу у настанку и одржавању хроничне главобоље:
- генетска предиспозиција,
- физиологија и регулација рецептора и ензима,
- психолошки и бихејвиорални фактори,
- физичке зависности,
- нови резултати у функционалном имиџингу.

Познато је да се ГЗЗЛ јавља уз честу употребу многих различитих лекова, укључујући најчешће: триптане, ерготамине,  једноставне и комбиноване аналгетике, и опиоиде. Уобичајени лекови без рецепта који могу изазвати главобољу када се прекомерно користе укључују Екцедрин Миграин, Цафергот и Адвил.
ГЗЗЛ је вероватнији када је присутна породична историја болести, што указује на генетску подложност. Сматра се да су повратне главобоље узроковане процесом поновног прилагођавања неурона. Уношење аналгетика подиже праг бола. Дакле, у недостатку болних стимуланса током дужег времена, мозак се поново калибрише да доживи нормалне стимулусе као бол.
Време које је потребно некоме да развије главобољу због прекомерне употребе лекова након што је пречесто узимао лекове зависи од врсте лека који користи. Ако неко узима триптане (као што је суматриптан итд.), може му требати око 1,7 година да развије ГЗЗЛ. Ако узимају ерготе (као што је Ерготамин итд.), може потрајати око 2,7 година, а ако узимају аналгетике (као што је Напроксен итд.), може потрајати око 4,8 година. Дакле, кашњење између пречестог узимања лекова и развоја ГЗЗЛ варира у зависности од врсте лека који се користи.
Основни механизми који доводе до развоја стања су још увек широко непознати и разјашњење њихове улоге је отежано недостатком експерименталних истраживања или одговарајућих животињских модела. Пријављене су различите патофизиолошке абнормалности и изгледа да оне имају важну улогу у покретању и одржавању хроничне главобоље (генетска диспозиција, физиологија и регулација рецептора и ензима, психолошки фактори и фактори понашања, физичке зависности, недавни резултати функционалног снимања).
У неким случајевима, појединци могу бити генетски предиспонирани за развој главобоље због прекомерне употребе лекова. ПЕТ студија код пацијената са хроничном прекомерном употребом аналгетика показала је смањену активност у орбитофронталном кортексу мозга, што се такође види код злоупотребе супстанци. Ово сугерише да може постојати основна неуролошка подложност зависности код неких појединаца. Међутим, потребно је више истраживања да би се у потпуности разумела сложена интеракција фактора који доприносе развоју ГЗЗЛ.

## Клиничка слика
Симптоми ГЗЗЛ у великој мери зависе од врсте лекова који су претходно прекомерно коришћени и дужине њихове употреб (која обично траје између 2 и 10 дана).

## Дијагноза
За дијагнозу ГЗЗЛ, постоје различити скупови критеријума су предлагани  током година од стране водећих стручњака за проблеме главобоље. Међутим тек 2004. године термин ГЗЗЛ је уврштен међу секундарне главобоље у 2. издање класификације коју је израдило  International Classification of Headache Disorders (ICHD-3) са циљем да се истакне да се у основи овог облика главобоље налази прекомерна употреба лекова. Две накнадне ревизије критеријума за дијагнозу ГЗЗЛ (2005. и 2006.) су прецизирале и прошириле дефиницију ове патологије, у погледу варијабле хроничности (главобоља више од 15 дана месечно дуже од 3 месеца) и различитих типова претерано коришћених лекова, да би се идентификовале, дакле, главне врсте ГЗЗЛ. У случају ерготамина, триптана, опиоида и комбинованих лекова, сматра се да је дошло до злоупотребе ако су коришћени 10 и више дана месечно дуже од 3 месеца, док је за једноставне аналгетике критеријум злоупотребе одређен при њиховој употреби 15 или више дана у месецу, дуже од 3 месеца.

## Терапија
Клинички докази показују да се третман избора састоји пре свега од наглог повлачења лекова након чега следи примена профилактичке терапије. Међутим, престанак прекомерне употребе лекова обично изазива погоршање главобоље и појаву симптома устезања који могу да појачају континуирану злоупотребу.
Начин на који се врши повлачење лека (детоксикација) разликује се међу земљама, па и  у свакој земљи. Већина клиничара радије га изводе на стационарној основи, иако се ефективно повлачење може постићи код некомпликованих амбулантних пацијената (на пример, пацијенти без значајних коморбидитета, без злоупотребе опиоида или ерготамина и који покушавају своју прву детоксикацију). 
У недостатку индикација заснованих на доказима, избор превентивних средстава за пацијенте са ГЗЗЛ треба да се врши узимајући у обзир:
- тип примарне главобоље (мигрена или главобоља тензионог типа),
- профил нежељених ефеката изазваних различитим лековима,
- присуство коморбидитета  икоегзистирајућих стања,
- преференције пацијената
- претходна терапијска искуства.

Треба напоменути да, упркос побољшања у лечењу главобоље и учесталости њеног појављивања, значајан део (више од 45%) пацијената поново се враћа у симптоматску злоупотребу лекова. Међу факторима који предиспонирају појаву релапса и који могу утицати на терапијску стратегију, су врста примарне главобоље од које се развила ГЗЗЛ и врсти и нивоа претерано коришћених лекова (аналгетици и комбинације аналгетика, али и лекови који садрже барбитурате или средства за смирење имају висок степен релапса).

## Прогноза
ГЗЗЛ може бити узрок инвалидитета и, ако се не лечи адекватно, представља ризични услов за развој коморбидитета повезаних са прекомерном употребом лекова, који такође нису ослобођени нежељених ефеката.